# Сан-Лоренцо-ді-Себато
Занкт-Лоренцен (нім. Sankt Lorenzen), Сан-Лоренцо-ді-Себато (італ. San Lorenzo di Sebato) — муніципалітет в Італії, у регіоні Трентіно-Альто-Адідже,  провінція Больцано.
Занкт-Лоренцен розташований на відстані близько 550 км на північ від Рима, 100 км на північний схід від Тренто, 55 км на північний схід від Больцано.
Населення — 3860 осіб (2014)

## Демографія
Населення за роками:

Станом на 1 січня 2023 року в муніципалітеті офіційно проживало 225 іноземців з 31 країни, серед них 89 громадян країн Євросоюзу та 8 громадян України.

## Сусідні муніципалітети
- Бруніко
- К'єнес
- Фальцес
- Лузон
- Мареббе
- Роденго